# Bohaterowie z piekła
Bohaterowie z piekła (tytuł oryg. Quel maledetto treno blindato) – włoski film fabularny (komedia wojenna z nurtu euro war) z 1978 roku, wyreżyserowany przez Enzo G. Castellariego. Film stał się dla Quentina Tarantino inspiracją do nakręcenia Bękartów wojny (2009).

## Obsada
- Bo Svenson − porucznik Robert Yeager
- Peter Hooten − Tony
- Fred Williamson − szeregowy Fred Canfield
- Michael Pergolani − Nick
- Jackie Basehart − Berle
- Ian Bannen − pułkownik Charles Thomas Buckner
- Michel Constantin − Veronique
- Debra Berger − Nicole
- Raimund Harmstorf − Adolf Sachs
- Joshua Sinclair − Marszałek